# Космати
Космати или Козмат (на гръцки: Κοσμάτι, катаревуса Κοσμάτιον, Косматион) е село в Република Гърция, дем Гревена, област Западна Македония.

## География
Селото е разположено на 725 m надморска височина, на 15 km югозападно от град Гревена, в подножието на западните разклонения на планината Пинд. Селото е от лявата (северната) страна на река Венетикос, която протича на 7 km от самото селище и напоява част от землището му.

## История

### В Османската империя
В края на XIX век Космати е гръцко християнско село в Гребенската каза на Османската империя. Според статистиката на Васил Кънчов през 1900 година в Козматъ живеят 240 гърци.
На Етнографската карта на Битолския вилает на Картографския институт в София от 1901 година Козмати е чисто гръцко село в Гревенската каза на Серфидженския санджак с 48 къщи.
Според статистика на Серфидженския санджак на гръцкото консулство в Еласона от 1904 година в Космас (Κοσμάς), Гревенска каза, живеят 385 гърци елинофони християни.

### В Гърция
През Балканската война в 1912 година в селото влизат гръцки части и след Междусъюзническата в 1913 година Козмат остава в Гърция. В 1928 селото има 387 жители, от които 15 души гърци бежанци.
Населението произвежда жито, овошки, градинарски култури, като се занимава частично и със скотовъдство.
На 2 май в двора на църквата „Свети Атанасий“ се провежда традиционен църковен събор. През първата десетдневка на юли културният силогос на селото организира ежегодно селски празник.
На края на селото се намира църквата „Свети Николай“, издигната през 1806 година. В църквата има надпис от 20 юли 1847 година, споменаващ митрополит Йоаникий Гревенски. Другите две църкви „Свети Димитър“ и „Свети Атанасий“ са от началото на XX век.
| Име     | Име     | Ново име | Ново име | Описание                   |
| ------- | ------- | -------- | -------- | -------------------------- |
| Цоркас  | Τσόρκας | Оросимон | Όρόσημον | връх (782 m) ЮИ от Космати |
| Снатина | Σνατίνα | Сандиния | Σαντινιά | местност ЮИ от Космати     |
| Бара    | Μπάρα   | Лекани   | Λεκάνη   | местност И от Космати      |

| Година    | 1913 | 1920 | 1928 | 1940 | 1951 | 1961 | 1971 | 1981 | 1991 | 2001 | 2011 | 2021 |
| --------- | ---- | ---- | ---- | ---- | ---- | ---- | ---- | ---- | ---- | ---- | ---- | ---- |
| Население | 396  | 323  | 387  | 409  | 312  | 339  | 263  | 323  | 299  | 330  | 134  | 91   |

## Личности
Родени в Космати
- Мария Папагеоргиу, гръцки политик от ПАСОК.